# التبيبة (تعز)
التبيبه هي إحدى قرى جمهورية اليمن. وهي تتبع جغرافيًا لمحافظة تعز. وإداريًا لمديرية مقبنة. يبلغ تعداد سكانها 3754 نسمة حسب الإحصاء الذي جرى عام 2004.